# Saint-Bonnet-de-Mure
Saint-Bonnet-de-Mure är en kommun i departementet Rhône i regionen Auvergne-Rhône-Alpes i östra Frankrike. Kommunen ligger i kantonen Meyzieu som tillhör arrondissementet Lyon. År 2022 hade Saint-Bonnet-de-Mure 6 988 invånare.

## Befolkningsutveckling
Antalet invånare i kommunen Saint-Bonnet-de-Mure
| Referens: INSEE |